# 吉田かおる
吉田かおる（よしだ かおる、1973年（昭和48年）8月31日 - ）は、日本の女優。
東京都出身。河佐井プロモーション所属。
平成5年（1993年）、NHK土曜ドラマ『街角』のオーディションに合格しデビュー。NHKのドラマを中心に活躍する。
平成8年（1996年）、TBS系列で放送されたオーディションバラエティ番組『輝く日本の星!』「平成の原節子を作る」で折笠富美子を破りグランプリを獲得。同番組は松竹とのタイアップ企画で、グランプリ獲得者は奥山和由プロデュース、大林宣彦監督による主演映画が製作されることとなっていたが、奥山の失脚・退社によって実現しなかった。
平成12年（2000年）、NHK大河ドラマ『葵 徳川三代』出演。以後、東芝日曜劇場、花王 愛の劇場など民放ドラマにも進出。
平成18年（2006年）、やまぐちかおんとして『戦国無双2』、『戦国無双2 Empires』にさや役で声優出演。
平成19年（2007年）、やまぐち香音として漫画原作家デビュー。芳文社より出版された「コミックエール」にて『私立中央学園』の原作を担当する。また、前年に引き続き『戦国無双2 猛将伝』にさや役で声優出演。